# Kassinula wittei
Kassinula wittei là một loài ếch thuộc họ Hyperoliidae. Nó là đại diện duy nhất của chi Kassinula.
Loài này có ở Cộng hòa Dân chủ Congo, Zambia, và có thể cả Angola.
Môi trường sống tự nhiên của chúng là xavan ẩm, đồng cỏ nhiệt đới hoặc cận nhiệt đới vùng ngập nước hoặc lụt theo mùa, hồ nước ngọt có nước theo mùa, và đầm nước ngọt có nước theo mùa.